# Nettekening
Een nettekening of reticulatie is een patroon dat uit lijnen bestaat en dat daardoor doet denken aan een net. 
Het begrip nettekening kan algemeen worden gebruikt, maar wordt meestal in de biologie gebruikt om de lichaamstekening van dieren, planten of fungi te beschrijven. Nettekeningen komen bij verschillende dieren en planten voor. Sommige soorten hebben er hun wetenschappelijke naam aan te danken. Een voorbeeld is de netpython, Broghammerus reticulatus. Deze soort heeft vaak een uitgesproken nettekening en de soortaanduiding reticulatus betekent netachtig.
Topografische nettekeningen werden in Nederland tussen 1830 en 1850 gemaakt om te komen tot de Topografische Militaire Kaart (TMK).